# Jake Browning
Jake Browning (Folsom, 11 aprile 1996) è un giocatore di football americano statunitense che milita nel ruolo di quarterback per i Cincinnati Bengals della National Football League (NFL).

## Carriera

### Minnesota Vikings
Al college Browning giocò a football a Washington, venendo premiato come giocatore offensivo dell'anno della Pac-12 Conference. Dopo non essere stato scelto nel Draft NFL 2019 firmò con i Minnesota Vikings. Fu svincolato il 31 agosto 2019 e rifirmò con la squadra di allenamento il giorno successivo. Il 12 gennaio 2020 firmò un nuovo contratto da riserva.
Browning fu svincolato dai Vikings il 5 settembre 2020, e il giorno successivo rifirmò con la squadra di allenamento. Il 4 gennaio 2021 firmò un nuovo contratto da riserva.
Il 31 agosto 2021 Browning fu svincolato definitivamente dai Vikings.

### Cincinnati Bengals
Il 7 settembre 2021 Browning firmò con la squadra di allenamento dei Cincinnati Bengals. Il 15 febbraio 2022 firmò un nuovo contratto come riserva. Fu svincolato il 30 agosto 2022 e firmò con la squadra di allenamento il giorno successivo. Il 31 gennaio 2023 firmò un nuovo contratto da riserva. Browning competé con Trevor Siemian per il ruolo di primo quarterback di riserva dei Bengals durante il training camp, uscendone vincitore dopo la terza gara di pre-stagione.
Il 10 settembre 2023, contro i Cleveland Browns, Browning debuttò nella stagione regolare nel finale del quarto periodo, fallendo l'unico passaggio tentato. Il 16 novembre sostituì l'infortunato Joe Burrow nella gara della settimana 11 contro i Baltimore Ravens, completando 8 passaggi su 14 per 68 yard e un touchdown nella sconfitta per 34–20. Il giorno successivo fu evidenziata per Burrow la rottura di un legamento, tenendolo fuori per il resto della stagione e rendendo Browning titolare. Nella prima partita passò 227 yard, un touchdown e un intercetto nella sconfitta contro i Pittsburgh Steelers. La settimana successiva invece disputò una prestazione di alto livello completando 32 passaggi su 37 per 354 yard e un touchdown, oltre a un secondo touchdown su corsa nella vittoria a sorpresa sui Jacksonville Jaguars nel Monday Night Football. Divenne così il decimo giocatore dell'era Super Bowl a terminare una partita nella stagione regolare con oltre 350 yard passate e una percentuale di completamento dell'85%. Per questa prestazione fu premiato come miglior giocatore offensivo della AFC della settimana. Nel turno successivo giunse una vittoria contro gli Indianapolis Colts in cui passò 275 yard, 2 touchdown, un intercetto e un altro touchdown su corsa nel 34-14 finale. Stabilì così il record per la più alta percentuale di completamento dei passaggi nelle prime tre gare come titolare in carriera con 79,3%. Il precedente primato di 77,4% era detenuto da Chad Pennington. Nella settimana 15 guidò il drive della vittoria nei tempi supplementari concluso con il field goal di Evan McPherson. Seguirono due sconfitte dopo di che nell'ultimo ininfluente turno passò 156 yard, 3 touchdown e un intercetto nella vittoria sui Cleveland Browns che fece terminare i Bengals con un record di 9-8. La sua stagione si chiuse guidando la NFL con un 70,4% di completamento dei passaggi, con 1.936 yard passate, 12 touchdown, 7 intercetti e un record come titolare di 4-3.

## Palmarès
- Giocatore offensivo della AFC della settimana: 1

13ª del 2023